# Montes del Plata
Montes del Plata es una empresa forestal fundada en Uruguay en el año 2009, que surge de la unión de dos compañías del sector forestal, Arauco y Stora Enso, de origen chileno y suecofinlandés respectivamente.
Tiene plantaciones forestales en 11 departamentos de Uruguay para abastecer la planta de producción de celulosa ubicada próxima a la localidad de Conchillas, en el departamento de Colonia, para producir y exportar pulpa de celulosa de Eucalyptus. Hacia junio de 2014 recibe por parte de la DINAMA la autorización para comenzar la producción

## Proceso de construcción
La construcción de la planta comenzó en 2008, cuando era propiedad de Ence. En 2009 fue vendida a Arauco-Stora Enso.
La construcción empleó a unas 6.000 personas, funcionará con unos 400 trabajadores permanente. La inversión, superior a US$ 2.000 millones, constituye la mayor inversión industrial en la historia del país. En junio de 2014, la Dirección Nacional de Medio Ambiente  autorizó la puesta en funcionamiento de la planta: el día 6 comienza la entrada de madera al complejo industrial y se inicia la etapa de prueba de funcionamiento, que prevé una producción anual de 1.300.000 toneladas.
Montes del Plata en Colonia y Botnia en Río Negro son las productoras de celulosa de alta tecnología en Uruguay.
Sobre su importancia en la economía del país, el presidente de la república dijo: 

"El año que viene a la altura de esta fecha el primer producto de exportación del Uruguay se va a llamar la celulosa, me estoy refiriendo al volumen de plata, de dinero, porque va a entrar a funcionar la planta más grande del mundo, y va a tener un impacto. Lo hacemos facilitando la presencia de capital extranjero, pero esa suma no la teníamos, ni la tecnología ni mucho menos inserción para el mercado mundial", explicó el presidente.
José Mujica 20/12/13

El proyecto incluye la planta de celulosa, una unidad generadora de energía para autoabastecimiento a partir de biomasa y un puerto para la exportación de la celulosa y el ingreso de insumos. Los  viveros, plantaciones de eucalipto y el patrimonio forestal de campos requirió de la empresa la inversión de 500 millones de dólares.
El 29 de enero de 2013 falleció un obrero, por fallas en la seguridad, lo cual condujo a una semana de huelga, cuatro días de ocupación de la fábrica y la mediación del MTSS, hasta que los trabajadores lograron que la empresa accediera a sus reclamos. Los sindicatos, empresarios y gobierno acordaron un protocolo de seguridad que permite que los delegados de seguridad puedan detener las obras si se constatan riesgos para la salud del personal, se aumentó el tiempo de los delegados sindicales para recorrer las obras y la empresa removió de sus cargos a funcionarios vinculados a los asuntos de seguridad de la obra responsables del accidente.

## Los excedentes
Una vez que la celulosa es extraída de la madera quedan residuos de hemicelulosa y lignina, de altísimo valor energético. Se recuperan los productos químicos para ser reutilizados en la generación de energía para alimentar la planta. Los excedentes energéticos de la planta, 74  Mega Watts, serán vendidos a UTE, lo cual equivale al consumo energético de 200 mil hogares.
Los productos que no puedan ser re- utilizados, se enviarán a la planta de tratamiento de efluentes, a efectos de su acondicionamiento para cumplir con los requisitos legales medioambientales para su envío al Río de la Plata.

## La transformación de la zona

### Los pobladores
Punta Pereira es una pequeña villa en la que viven polacos, serbios, croatas y rumanos mezclados con uruguayos. Esos 200 extranjeros son una parte de los empleados de la planta, ya que la mayoría de los trabajadores se aloja en las ciudades más próximas del departamento, Carmelo y Colonia del Sacramento.
En una superficie de 300 hectáreas, Montes del Plata erigió un centro poblado en el paraje “Punta Pereira”,  en la confluencia de los ríos Uruguay y Paraná y en el comienzo del Río de la Plata.
Punta Pereira fue el lugar elegido por la entonces empresa forestal y de celulosa Ence, cuando el gobierno, ante la resistencia de los grupos ambientalistas,  desautorizó la construcción de otra fábrica de celulosa en el departamento de Río Negro, próxima a la UPM (ex Botnia).

### La edificación
El pueblo Conchillas, a un par de kilómetros de Punta Pereira, es el centro urbano más cercano a la planta. Es Patrimonio histórico y ganador del Premio Pueblo Turístico 2013, que entrega el Ministerio de Turismo: conserva parte de su legado inglés, en su arquitectura dominante de casas con techos a dos aguas.
El pueblo, con menos de mil habitantes, se vio conmovido por la llegada de los trabajadores.
El Colonia West Hotel es un hotel de lujo en medio del balneario y el Hotel Conchillas aloja más de 50 croatas contratados por la empresa alemana Butting, especializada en acero y tuberías.

### La economía
El resto de la región también cambió: en Colonia, en Carmelo y en el resto del departamento aumentó la demanda de alquileres.  La planta también mejoró la economía de la región, la mayoría de las casas son alquiladas por empresas vinculadas a Montes del Plata, para trabajadores uruguayos, argentinos y brasileños. Sin embargo, la declaración de patrimonio histórico y una resolución de la Dirección Nacional de Medio Ambiente frenaron muchos proyectos.

### Los servicios
Una estación de ANCAP fue construida para llegar directamente a la planta, sobre la ruta 55, cuyo último tramo bordea al pueblo.  Abastece camiones y ómnibus de la planta.
Montes del Plata firmó  un convenio con OSE para construir una planta de tratamiento de efluentes para la ciudad de Colonia, una planta de tratamiento de barométricas en Conchillas y una planta de filtrado para suministrar agua potable a las poblaciones de la zona. OSE realizará las obras y la empresa pagará US$ 6.500.000 en efectivo o materiales.  Además de la calidad de vida para las poblaciones, mejorará  la calidad del agua del Río de la Plata al mejorar la condición de los efluentes urbanos de Colonia.
El agua que se potabilizará servirá para abastecer a las poblaciones de Puerto Inglés, Conchillas, Pueblo Gil y Radial Hernández.En 2016 se instala en el centenario muelle del Puerto de Conchillas el Faro Luz de Enfilacion para permitir el acceso de barcos al puerto de la planta durante la noche.

## Posibilidades laborales

### Capacitación
Más de 700 trabajadores que se desempeñan en la construcción de la planta de celulosa de Montes del Plata, en Conchillas, recibieron cursos de formación de varios oficios.  Fueron impulsados por el Fondo de Capacitación de Trabajadores y Empresarios de la Construcción (FOCAP), el Sindicato Único Nacional de la Construcción y Afines (SUNCA), la Unión Nacional de Trabajadores del Metal y Ramas Afines (UNTMRA), el Consejo de Educación Técnico Profesional (CEPT-UTU) y la empresa Montes del Plata. 
La carga horaria total fue de 25.000 horas y la frecuencia fue cinco veces por semana, durante las últimas horas de la jornada laboral.

### Radicación
Montes del Plata y el Movimiento de la Juventud Agraria (MJA) firmaron un convenio para promover la radicación de jóvenes en el medio rural y el desarrollo de las familias que integran la organización. Se aprovechan  áreas no plantadas de los campos forestales para que los vecinos puedan pastorear su ganado: son unas 70.000 hectáreas de pastoreo que involucra a más de 200 productores pequeños, medianos o pertenecientes a cooperativas.

## Opiniones críticas
El grupo ambientalista Guayubira se opone a la instalación de fábricas de celulosa debido al impacto negativo local en lo social, económico y ambiental. Asimismo, rechaza la consolidación de un modelo forestal basado en monocultivos de árboles a gran escala.
REDES – Amigos de la Tierra Uruguay, acusa a la empresa sueco finlandesa de crímenes ambientales y de corrupción en América Latina. Su representante, María Selva Ortiz, dice que "bajo una lógica extractivista, de economía de enclave, con beneficios impositivos y zona franca, consolida un modelo de país que concentra la tierra y compromete a nuestra población rural, el suelo y el agua. En Uruguay, las plantaciones de Montes del Plata han secado pozos de agua de poblaciones locales, negando así el acceso de numerosas familias al recurso”.
El Gobierno nacional otorgó  una serie de beneficios únicos y extraordinarios a la empresa Montes del Plata, incluyendo suelos 5.02b (índice coneat promedio 88)  para ser forestados en un radio de 200 kilómetros de distancia de la fábrica de celulosa, a efectos de un mejor rendimiento para la empresa. 
En el Departamento de San José corresponde al 22% de su superficie y en Colonia un 27% del territorio para una producción muy extensiva que pone en riesgo la supervivencia de las explotaciones familiares y de una sociedad local de dos de las regiones más productivas y exitosas del paisaje rural del país. La competencia por la tierra eleva los precios de la tierra, lo cual agrava el problema tradicional de la cuenca lechera y de la región intensiva del suroeste del país, incrementando los costos de producción.
El texto del contrato no fue dado a conocer públicamente y la prensa solicitó su conocimiento, apelando a la Ley Nº 18.381 del 17 de octubre de 2008, sobre Derecho de Acceso a la Información Pública y dejó de ser confidencial por una intimación de la Justicia pedida por el fiscal Enrique Viana. La planta industrial y el puerto de Montes del Plata operan bajo el régimen de zona franca y con los beneficios de la Ley de Inversiones.  La empresa es habilitada a solicitar la ampliación de la zona franca para aumentar su producción o incorporar industrias conexas, hasta el doble de la superficie otorgada de 361 hectáreas. Además, las plantaciones y faenas asociadas de manejo, cosecha y transporte de los eucaliptos, reciben todos los beneficios de la ley forestal vigente.
El Poder Ejecutivo se comprometió también a exonerar los tributos por la fusión de las empresas, a que el Instituto Nacional de Colonización no ejerza la opción legal de compra sobre las tierras transferidas por las empresas al ser absorbidas en esas fusiones, a exonerar del Impuesto al Patrimonio a las explotaciones agropecuarias de las sociedades y a culminar en determinado plazo los expedientes referidos a la autorizaciones de la titularidad de inmuebles rurales.  Se permite emplear un porcentaje mayor de personal extranjero que el permitido por la Ley de Zonas Francas.